# Балка Кодима (притока Солоної)
Балка Кодима — балка (річка) в Україні у Єланецькому районі Миколаївської області. Права притока річки Солоної (басейн Південного Бугу).

## Опис
Довжина балки приблизно 13,65 км, найкоротша відстань між витоком і гирлом — 12,78 км, коефіцієнт звивистості річки — 1,07. Формується декількома струмками та загатами. На деяких ділянках балка пересихає.

## Розташування
Бере початок у селі Малосербулівка. Тече переважно на південний схід і у селі Велика Солона впадає у річку Солону, праву притоку річки Гнилого Єланця.

## Цікаві факти
- Між селами Малосербулівка та Велика Солона балку перетинає автошлях Р55[3] (автомобільний шлях територіального значення в Одеській та Миколаївській області. Проходить територією Березівського, Одеського, Веселинівського, Вознесенського, Єланецького та Новобузького районів через Одесу — Доброслав — Веселинове — Вознесенськ — Єланець — Новий Буг. Загальна довжина — 205,8 км.).
- У XX столітті на балці існували молочно-тваринна ферма (МТФ) та декілька газових свердловин[2], а у XIX столітті — багато вітряних млинів[1].